# 70. rocznica rzezi wołyńskiej
70. rocznica rzezi wołyńskiej – uroczyste obchody masowych mordów dokonanych na ludności polskiej, czeskiej, ormiańskiej, rosyjskiej, żydowskiej i ukraińskiej na Wołyniu i Małopolsce Wschodniej. Były to pierwsze obchodzone na tak dużą skalę uroczystości upamiętniające ofiary pogromu.
Rzeź wołyńska w 2013 r. była nieznaną kartą polskiej historii, mylona była z innymi wydarzeniami II wojny światowej lub wywoływała tylko powierzchowne skojarzenia. Ogólnonarodowe obchody w szeregu miast polskich miały za zadanie przywrócenie zbiorowej pamięci o masowych ofiarach z Wołynia w pamięci Polaków oraz Ukraińców.
Ze strony administracji rządowej głównymi organizatorami wystaw, wykładów i innych działań o charakterze edukacyjnym była Rada Ochrony Pamięci Walk i Męczeństwa oraz Instytut Pamięci Narodowej (twórca portalu zbrodniawolynska.pl). Powstał także Społeczny Komitet Organizacyjny Obchodów Rocznicy 11 Lipca, w skład którego wchodziło szereg pozarządowych organizacji, stowarzyszeń i ruchów, m.in.: Stowarzyszenie Upamiętniania Polaków Pomordowanych na Wołyniu w Zamościu, Stowarzyszenie „Huta Pieniacka” we Wschowie, Społeczna Fundacja Pamięci Narodu Polskiego, Stowarzyszenie Kresowe „Podkamień” w Wołowie, Federacja Organizacji Kresowych, Towarzystwo Miłośników Wołynia i Polesia, Światowy Kongres Kresowian, Stowarzyszenie Łagierników Żołnierzy Armii Krajowej, Motocyklowy Rajd Katyński, Prabuckie Stowarzyszenie Kresowiaków, Światowy Kongres Kresowian, Porozumienie Pokoleń Kresowych w Lublinie, portal Kresy.pl.

## „Trudna Pamięć: Wołyń 1943”
W czerwcu 2013 r. – według raportu Centrum Badania Opinii Społecznej „Trudna Pamięć: Wołyń 1943” – 47% polskiego społeczeństwa nie wiedziała kto był sprawcą, a kto ofiarą wydarzeń na Kresach w 1943 r. 32% deklaruje to wprost, a 15% – mimo że słyszało coś o zbrodniach na Wołyniu – nie wie, kto był ich ofiarą, ani kto ich dokonał.
W porównaniu z badaniem z 2008 r. zmniejszył się o 10 punktów procentowych ankietowanych, którzy deklarowali, że nic nie wie nt. zbrodni wołyńskiej do poziomu 31%. Osoby, które deklarowały minimalną lub dobrą wiedzę o wydarzeniach z Wołynia (69% ogółu), w pytaniu otwartym zapytano, kto był ofiarą tejże zbrodni. 51 proc. wskazała, że ofiarą zbrodni byli Polacy. Tylko 1% oprócz Polaków wymienia Żydów, Czechów, Niemców lub Ormian. 9% wymieniło na równi Polaków i Ukraińców. 26% odpowiedziało nie wiem, a 9% pomyliło zbrodnię wołyńską z innymi wydarzeniami II wojny światowej (głównie z Katyniem).
Jedynie 30% ogółu respondentów było w stanie stwierdzić, że zbrodnia wołyńska popełniona została przez Ukraińców na Polakach.

## Międzynarodowa konferencja naukowa IPN
W dniach 27–28 czerwca Instytut Pamięci Narodowej wspólnie z Komisją Ścigania Zbrodni przeciwko Narodowi Polskiemu zorganizował międzynarodową konferencję naukową „Zbrodnia wołyńska – historia, pamięć, edukacja. W przededniu 70. rocznicy”. Patronatem nad nią objął prezydent Bronisław Komorowski. Pierwszy dzień konferencji odbywał się w Pałacu Prezydenckim, drugi w Centrum Edukacyjnym IPN im. Janusza Kurtyki „Przystanek Historia” w Warszawie. Udział w niej wzięli polscy i ukraińscy historycy, dyplomaci, dziennikarze, rodziny ofiar i ocaleni z wołyńskiej rzezi oraz duchowni obrządków zachodnich i wschodnich, łącznie ok. 140 osób. Uczestnicy dyskutowali nie tylko nad samym przebiegiem wydarzeń sprzed 70 lat oraz pamięci polskiej i ukraińskiej, ale również o tym, jak upowszechniać tę wiedzę.
Konferencję rozpoczął panel dyskusyjny, w którym udział wzięli Łukasz Kamiński – prezes Instytutu Pamięci Narodowej, Władyka Benedykt – biskup pomocniczy Archidiecezji Lwowskiej Ukraińskiego Kościoła Greckokatolickiego, dr hab. Andrzej Kunert – sekretarz Rady Ochrony Pamięci Walk i Męczeństwa, abp Józef Michalik – metropolita przemyski, przewodniczący Konferencji Episkopatu Polski, prof. Tomasz Nałęcz – doradca prezydenta Komorowskiego, prof. Adam Daniel Rotfeld i ukraiński historyk Andrij Portnow. Uczestnicy panelu byli zgodni, że nie można oczekiwać, iż prawda o wspólnych wydarzeniach będzie taka sama. Fakty natomiast i zdarzenia nie powinny być kwestionowane. Wielokrotnie uczestnicy konferencji powoływali się na rolę Kościołów w procesie zrozumienia zbrodni i procesu pojednania. Andrzej Kunert podzielił się swoim sceptycyzmem w kwestii wzajemnego zrozumienia, gdyż na ważnych spotkaniach strona ukraińska określa mordy na Polakach mianem „wydarzeń wołyńskich”, a strona polska określa je „zbrodnią wołyńską”. Józef Michalik stwierdził, że obecni na konferencji są, by odcinać się od zła, a nie je nobilitować. Jeśli tak się nie stanie, to zawsze będziemy sobie wypominać np. akcję „Wisła” i nigdzie tą drogą nie dojdziemy. Ukraiński historyk Andrij Portnow zwrócił uwagę na skomplikowaną sytuację polityczną na Ukrainie, która ma ogromny wpływ na dyskusję o przeszłość. Przyznał, że na Ukrainie są próby opowiedzenia jej historii bez Wołynia. Tłumaczył to zjawiskiem różnego poczucia tożsamości narodowej w różnych regionach kraju. Krytycy UPA to ludzie o poglądach sowieckich, którzy podważają też prawdę o zbrodni katyńskiej. Prezes IPN Łukasz Kamiński wskazał także wspólny cel 75. rocznicy zbrodni wołyńskiej: upamiętnienie ofiar i wspólny hołd dla Sprawiedliwych – Ukraińców ratujących Polaków.
Kolejną częścią konferencji była sesja naukowa „Porozmawiajmy o faktach”. Wzięli w niej udział historycy polscy i ukraińscy: Władysław Bułhak z Biura Edukacji Publicznej IPN (prowadzący), prof. Grzegorz Hryciuk (Uniwersytet Wrocławski), prof. Ihor Iljuszyn (Kijowski Uniwersytet Slawistyczny), prof. Grzegorz Motyka, dr Leon Popek, mgr inż. Ewa Siemaszko (niezależna badaczka), prof. Jurij Szapował (Narodowa Akademia Nauk Ukrainy) oraz prokurator Dariusz Gabrel z IPN. Prof. Grzegorz Hryciuk zwrócił uwagę na nieuprawnione eufemistyczne określenia dotyczące zbrodni wołyńskiej, takie jak np. „tragedia”. Prof. Jurij Szapował uważa, że akcje OUN-UPA i AK były sobie prawie równe, zaś prof. Ihor Iliuszyn neguje pisemny rozkaz mordowania i twierdzi, że dopiero w 1943 roku dowództwo UPA wydawało rozkazy likwidacji.
Trzeci panel „Jak upowszechniać?” poprowadził dr Andrzej Zawistowski (BEP IPN). Wzięli w nim udział prof. Jolanta Choińska-Mika (Uniwersytet Warszawski), Agnieszka Jaczyńska (nauczycielka, Instytut Pamięci Narodowej), prof. Stanisław Kulczyckij (Narodowa Akademia Nauk Ukrainy), dr Andrij Portnow (Instytut Studiów Zaawansowanych w Berlinie), Ihor Szczupak (Ukraińskie Centrum Badań Holokaustu „Tkuma”, Muzeum Historii Żydów Ukrainy i Historii Holokaustu w Dniepropietrowsku). Profesor Ihor Szczupak stwierdził: „Trudno jest osiągnąć consensus ukraińsko-ukraiński w wielu obszarach historii, consensus polsko-ukraiński jest jeszcze trudniejszy”. Polscy prelegenci przypominali o potrzebie stworzenia podręcznika szkolnego dla młodzieży oraz o konieczności uświadamiania i odpowiedniego informowania ludzi w średnim wieku.
Ostatnim punktem konferencji była prezentacja wydawnictwa „Kto tego nie widział, nigdy w to nie uwierzy… Zbrodnia Wołyńska – historia i pamięć. Materiały edukacyjne”.

## Deklaracja katolickich biskupów z Polski i z Ukrainy
Z okazji rocznicy 28 czerwca 2013 r. w Warszawie katoliccy biskupi obrządków rzymskiego i bizantyjsko-ukraińskiego z Polski i z Ukrainy wydali wspólną deklarację przepraszającą za zbrodnie i wzywającą do pojednania. Ze strony polskiej sygnatariuszami byli: abp Józef Michalik, Metropolita Przemyski obrządku łacińskiego, Przewodniczy Konferencji Episkopatu Rzymskokatolickiego Polski, abp Jan Martyniak Metropolita Przemysko-Warszawski obrządku greckokatolickiego (bizantyjsko-ukraińskiego). Ze strony ukraińskiej: abp Mieczysław Mokrzycki Metropolita Lwowski obrządku łacińskiego, Przewodniczący Konferencji Episkopatu Rzymskokatolickiego Ukrainy oraz abp większy Światosław Szewczuk Metropolita Kijowsko-Halicki Ukraińskiego Kościoła Greckokatolickiego.

Pragniemy dzisiaj oddać hołd niewinnie pomordowanym, ale i przepraszać Boga za popełnione zbrodnie oraz raz jeszcze wezwać wszystkich, Ukraińców i Polaków, zamieszkujących zarówno na Ukrainie, jak i w Polsce oraz gdziekolwiek na świecie, do odważnego otwarcia umysłów i serc na wzajemne przebaczenie i pojednanie. (...) Dlatego myśląc o obecnych i przyszłych pokoleniach, powtarzamy w imieniu naszych Kościołów, że nienawiść i przemoc zawsze jest degradacją człowieka i narodu, przebaczenie, braterstwo, współczucie, pomoc i miłość stają się natomiast trwałym i godnym fundamentem kultury współżycia ludzkiego.

Deklaracja 2013 r. przypomina poprzednie inicjatywy Kościołów z Polski i Ukrainy mające na celu budowę obopólnego pojednania: rzymskie rozmowy z 1987 r., liturgię na Jasnej Górze z 1988 r., wizytę Jana Pawła II we Lwowie z 2001 r. oraz wspólny list Synodu Ukraińskiego Kościoła Greckokatolickiego i Konferencji Episkopatu Polski z czerwca 2005 r.
List z 2005 r. nawiązywał do słów „Przebaczamy i prosimy o przebaczenie!” z orędzia biskupów polskich do biskupów niemieckich 1965 r. Także i w deklaracji z 2013 r. po raz kolejny wyrażono nadzieję, że słowa te zaowocują teraz w relacjach polsko-ukraińskich.
Obie strony deklaracji wyrażają przekonanie, że współpraca wolnej Polski z wolną Ukrainą jest niezbędna, by w tej części Europy panował pokój. Zaakcentowano także potrzebę wspólnego polsko-ukraińskiego wkładu w jedność i przyszłość Europy.
Biskupi kościołów katolickich przesłali także braterskie pozdrowienia Kościołom Prawosławnym.
Deklarację tę prasa i politycy uznali za przełomową.
Na niedzielę 7 lipca biskupi wezwali wszystkie wspólnoty parafialne w Polsce do wspomnienia w czasie mszy ofiar Wołynia i modlitwy o pojednanie:

Módlmy się o pokój wieczny dla pomordowanych przed 70 laty na Wołyniu, o przebaczenie win i Boże miłosierdzie dla sprawców śmierci i cierpień swoich bliźnich, a także o łaskę wzajemnego przebaczenia i pojednania narodu polskiego i ukraińskiego.

## Uchwała Senatu
20 czerwca na drodze głosowania Senat Rzeczypospolitej Polskiej przyjął uchwałę w 70. rocznicę Zbrodni Wołyńskiej. Zbrodnia wołyńska określona została jako „czystka etniczna nosząca znamiona ludobójstwa”. W ocenie senatorów, o takiej kwalifikacji historyczno-prawnej świadczy zorganizowany i masowy charakter zbrodni UPA oraz towarzyszące im okrucieństwo. Za jej przyjęciem głosowało 55 senatorów (PO, PSL i dwóch niezależnych – Włodzimierz Cimoszewicz i Jarosław Obremski), 20 było przeciwko (18 z PiS oraz dwóch niezależnych – Kazimierz Kutz oraz Marek Borowski), 10 wstrzymało się od głosu. W kluczowym fragmencie uchwały senatorowie zapisali, że „Senat Rzeczypospolitej Polskiej składa hołd wszystkim Polakom, którzy padli ofiarą masowych mordów na Wołyniu i na pozostałych terenach, i wyraża przekonanie, że pamięć o nich winna na trwałe stać się częścią polskiej świadomości historycznej”. Senatorowie zaznaczyli, że w dziejach polsko-ukraińskich stosunków były takie wydarzenia, które nie przynoszą Polsce chluby. Wymienili niesprawiedliwą politykę narodowościową II Rzeczypospolitej i ofiary polskiego odwetu na Ukraińcach z lat 1943–1945. Zastrzegli jednak, że nie może to „oznaczać zapominania, równoważenia czy pomniejszania tragedii tych, którzy padli ofiarą zbrodni wołyńskiej”. Senatorowie z Prawa i Sprawiedliwości chcieli, aby 11 lipca ustanowić Dniem Pamięci Męczeństwa Kresowian, a samą rzeź na Wołyniu nazwać w uchwale ludobójstwem. Ustanowieniu dnia pamięci ofiar UPA sprzeciwiał się senator Platformy Obywatelskiej Łukasz Abgarowicz, argumentując, że w Polsce nie ma dnia pamięci ofiar o wiele większych zbrodni hitlerowskich Niemiec czy ZSRR. Marszałek Senatu Bogdan Borusewicz (PO) przypominał o konieczności podtrzymywania dobrych relacji Ukrainy z Unią Europejską, a zbyt ostre słowa w uchwale mogłyby zahamować ten dialog. Uchwała przypomina, że „Polska i Ukraina wiele zrobiły dla przezwyciężenia trudnej przeszłości”. W tym kontekście wymienia Jerzego Giedroycia i Prezydenta Lecha Kaczyńskiego, jako osoby najbardziej zaangażowane w ten proces. Przyjęcie Dnia Pamięci Męczeństwa Kresowian i skojarzenie tego dnia wyłącznie ze zbrodnią wołyńską odradzało parlamentarzystom Ministerstwo Spraw Zagranicznych, szanując ich suwerenność w podejmowaniu decyzji. Wiceminister spraw zagranicznych Katarzyna Pełczyńska-Nałęcz tłumaczyła, że ze względu na ogrom niemieckich i sowieckich zbrodni popełnionych na Kresowianach ustanowienie takiego dnia pamięci Ukraińcy odbiorą jako „niezasłużone obciążanie ich zbrodniami, za które w żaden sposób nie odpowiadają”.

## Uchwała Sejmu
Swoje projekty uchwał w 70. rocznicę zbrodni wołyńskiej przygotowały PO, PiS, SP oraz dwa projekty PSL. Po pracach w sejmowej komisji kultury i środków przekazu powstał jeden projekt komisyjny, w którym nie ma mowy o ustanowieniu dnia pamięci ofiar, a zbrodnia wołyńska określona jest jako „czystka etniczna o znamionach ludobójstwa”.
Do marszałek Sejmu Ewy Kopacz o uznanie tragedii wołyńskiej za ludobójstwo popełnione na Polakach przez nacjonalistów z UPA zwrócili się w liście 148 ukraińskich parlamentarzystów Partii Komunistycznej i Partii Regionów. Proszą w niej o utrwalenie prawdy o ofiarach rzezi: Białorusinach, Polakach, Żydach, Cyganach, Rosjanach i Ukraińcach (kolejność jak w liście).
Nad projektem komisji kultury debatowano w Sejmie 10 lipca w przeddzień obchodów. Platforma Obywatelska i Ruch Palikota opowiedziały się za określeniem jej „czystką etniczną o znamionach ludobójstwa”. Sojusz Lewicy Demokratycznej, Polskie Stronnictwo Ludowe, Prawo i Sprawiedliwość i Solidarna Polska chcą, by zbrodnię UPA nazwano ludobójstwem. Różnica zdań dotyczyła też ustanowienia dnia pamięci ofiar. Klub parlamentarny PO chciał, żeby padające w uchwale słowa służyły pojednaniu, a „nie rozszerzały rany i zmieniały politykę międzynarodową i Polski”. Posłowie PiS sformułowanie „czystka etniczna o znamionach ludobójstwa” uznali za eufemizm. Argumentowali przy tym, że termin „ludobójstwo” jest zgodny z wykładnią IPN. Terminem „ludobójstwo” posłużyli się m.in. prokuratorzy IPN w Lublinie, którzy prowadzą największe śledztwo w sprawie zbrodni popełnionej na Polakach przez ukraińskich nacjonalistów. Ruch Palikota rozstrzygnięcie, czy wydarzenia na Wołyniu były „zbrodnią ludobójstwa”, czy „po prostu zbrodnią” uznał za „rozstrzygnięcie czysto legislacyjne”. Chcą także, by sami Ukraińcy powinni rozliczyć się ze swoją przeszłością. PSL przychyliło się do wniosku o uznanie zbrodni wołyńskiej ludobójstwem oraz by 11 lipca ustanowić Dniem Pamięci Ofiar. SLD uważa, że celem uchwały nie jest potępienie narodu ukraińskiego, ale potępienie zbrodniczych organizacji, które dokonywały eksterminacji Polek i Polaków na wschodnich ziemiach II Rzeczypospolitej, których celem było wymordowanie i wypędzenie Polaków z tych ziem. Posłowie Solidarnej Polski przekonywali, że określenie zbrodni popełnionej przez UPA „ludobójstwem” nie zaszkodzi ani polskim relacjom z Ukrainą, ani jej planowanemu na jesień stowarzyszeniu z UE. Dodatkowo SP domaga się do rządu upowszechniania wiedzy o zbrodni wołyńskiej w polskim społeczeństwie. Pod koniec dyskusji głos ponownie zabrał poseł sprawozdawca komisji kultury Robert Tyszkiewicz (PO), który przekonywał, że ustanowienie w uchwale 11 lipca Dniem Pamięci Męczeństwa Kresowian nie uwzględnia tego, że Kresowianie w o wiele większym stopniu padli ofiarą totalitaryzmów niemieckiego i sowieckiego.
W związku ze zgłoszonymi w debacie poprawkami ponownie zbierała się sejmowa komisja kultury w czwartek 11 lipca. Stosunkiem głosów 10 do 9 komisja kultury zarekomendowała Sejmowi uznanie rzezi wołyńskiej za zbrodnię ludobójstwa ze względu na jej zorganizowany i masowy wymiar. Jednocześnie komisja negatywnie zaopiniowała inną poprawkę, by ustanowić 11 lipca jako Dzień Pamięci Ofiar Zbrodni Wołyńskiej – Męczeństwa Kresowian.
Przewodnicząca komisji Iwona Śledzińska-Katarasińska (PO) skrytykowała swojego partyjnego kolegę Wiesława Suchowiejko za głosowanie za poprawkami opozycji ironizując, że „postanowił udowodnić całemu klubowi, że tylko on jeden w Platformie jest porządny”. Sam poseł Suchowiejko tłumacząc się ze swojej decyzji przyrównał tragedię wołyńską do innych tragicznych wydarzeń historii współczesnej: „W bośniackiej Srebrenicy zamordowano osiem tysięcy chłopców i mężczyzn. Na Wołyniu ginęli wszyscy: starcy, kobiety, dzieci, mężczyźni i chłopcy. To na pewno było ludobójstwo”.
Głosowanie wraz ze zgłoszonymi wnioskami mniejszości zaplanowano na piątek 12 lipca. W drodze głosowania Sejm Rzeczypospolitej Polskiej przyjął uchwałę w sprawie uczczenia 70. rocznicy Zbrodni Wołyńskiej i oddania hołdu Jej ofiarom. Głosowało w sumie 442 posłów. Za było 263 posłów, przeciw – 33, wstrzymało się – 146. W uchwale posłowie odrzucili poprawki zgłaszane przez kluby opozycyjne.
Przed głosowaniem sejm uczcił minutą ciszy pamięć pomordowanych na Wołyniu. Zaapelował o to poseł Franciszek Stefaniuk. Uznał, że sam fakt nie możności dojścia do konsensusu i konieczność głosowania jest już porażką, a w całej tej sprawie chodziło o oddanie czci ofiarom. Po jego słowach posłowie wstali i zmówili modlitwę „wieczny odpoczynek...”
Głosowanie poprzedziła kolejna dyskusja. Wystąpił podczas niej minister spraw zagranicznych Radosław Sikorski. Na wstępie zgodził się z posłem Józefem Zychem (PSL), że definicja ludobójstwa jest na tyle pojemna i na tyle nieostra, że można te odrażające wydarzenia na Wołyniu zmieścić. Rekomendował on polskim posłom jednak, by nie zaostrzali treści uchwały. Sikorski uważał, że uchwała mogłaby zadrażnić nie tylko stosunki polsko-ukraińskie, ale i stosunki pomiędzy Ukrainą a Unią Europejską. Zaznaczył, że jego wystąpienie nie jest stanowiskiem rządu i ministerstwa i w pełni szanuje suwerenność parlamentu w sprawie podjęcia uchwały. Lider PiS Jarosław Kaczyński publicznie podważył sensowność określenia proponowanego przez PO: „To wobec tego Oświęcim był ludobójstwem? Majdanek był ludobójstwem? Jaka jest różnica? Niech ktoś z PO wyjdzie i powie na czym polega różnica. No chyba że to jest różnica pewnej hierarchii narodów, że jeżeli morduje się jednych to jest ludobójstwo, a jak tylko Polaków to nie jest?”. Poseł SP Patryk Jaki stwierdził z kolei, że słowa szefa MSZ mogły upokorzyć Polaków z kresów. Józef Zych z PSL przypomniał, że zgodnie z konwencją ONZ z 1948 r. „ludobójstwem jest którykolwiek z (...) czynów dokonanych w zamiarze zniszczenia w całości lub w części grup narodowych, etnicznych rasowych lub religijnych”. Uzasadniał, że nie można budować stosunków z innymi narodami na zakłamaniu historii własnego narodu. Kazimierz Michał Ujazdowski (PiS) przekonywał, że nie tylko konwencje prawa międzynarodowego, ale także polskie prawo „zna jeden typ przestępstwa w odniesieniu do tego, co się stało na Wołyniu – to jest ludobójstwo”. Janusz Palikot (RP) dowodził, że sejm nie jest miejscem ustalania prawdy historycznej i nie powinien się tym zajmować. Leszek Miller (SLD) odnosząc się do wystąpienia ministra spraw zagranicznych powiedział: „Teza o tym, że nasza uchwała otwiera, albo zamyka drzwi Ukrainy do UE, jest ze wszech miar kuriozalna i niezwykła w swojej pokrętności”.
Uchwała polskiego sejmu odbiła się szerokim echem w ukraińskich mediach.
Uchwałę skrytykowała Rada Obwodu Wołyńskiego, nazywając ją „antyukraińską i szowinistyczną”. Według deputowanych „Polacy zakwestionowali fundamentalne prawo każdego narodu do samostanowienia i oporu wobec agresorów”. Wypomniano także zbrodnie dokonane przez polskie formacje zbrojne.

## Wystawa „Wołyń 1943. Wołają z grobów, których nie ma”
Z okazji rocznicy przygotowano wystawę plenerową osobistych zdjęć zamordowanych osób, historycznych zdjęć wydarzeń z 1943 r. oraz współczesnych symboli pamięci „Wołyń 1943. Wołają z grobów, których nie ma”. Wystawę podzielono na bloki tematyczne: Wołają z grobów, których nie ma; Wołyń i Małopolska – ziemie naszych przodków; Powraca w snach świat zatrzymany w pamięci; My i nasi dawni sąsiedzi; Żyliśmy obok siebie i razem; Wojna – dziejowa katastrofa; Ukraina dla Ukraińców; Początek zagłady; „Smert’ Lacham – sława Ukrajiny”; Krwawa Wielkanoc; Wszędzie niebezpiecznie; Krwawa niedziela na Wołyniu, 11 lipca 1943; „Jak bude krowi po kolina – bude wilna Ukrajina”; I na nich przyszedł czas latem 1943 r.; Nie ma końca tego nieszczęścia; Mamo, wstawaj, chodźmy do domu…; Mordują nie tylko na Wołyniu; Chcieli przeżyć; Gdzie są ślady naszych stóp; Zawdzięczają życie Ukraińcom; Ból pamięci; To było ludobójstwo. Wystawę można było obejrzeć w Warszawie (10–31 lipca), Szczecinie (3 sierpnia – 17 września); Rzeszowie (20 września – 31 października).

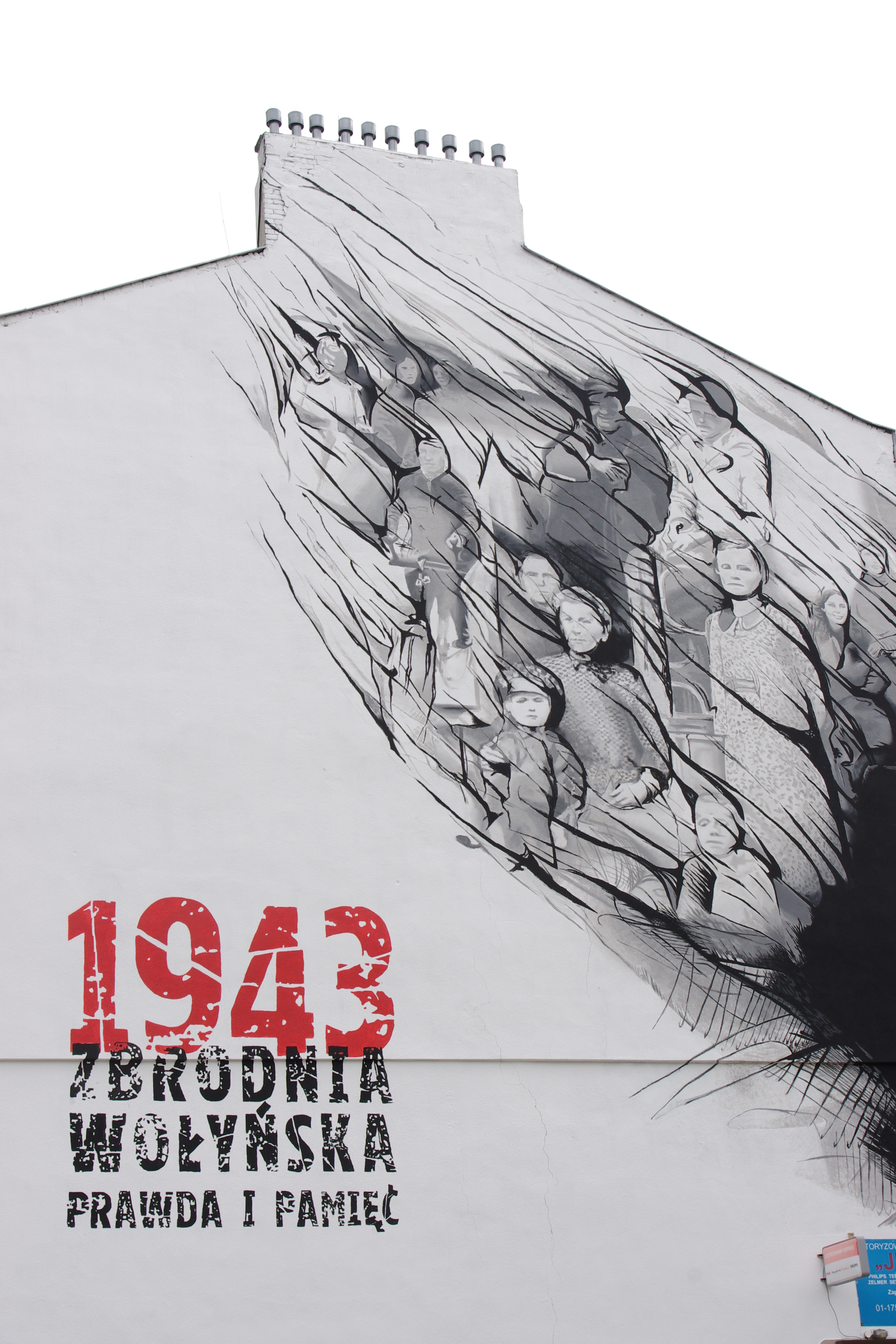
Mural przy ul. Młynarskiej 34 w Warszawie

## Mural „1943 Zbrodnia Wołyńska. Prawda i pamięć”
10 lipca na warszawskiej Woli przy ul. Młynarskiej 34 przy skrzyżowaniu z ul. Żytnią odsłonięto mural „1943 Zbrodnia Wołyńska. Prawda i pamięć”. Jego głównym przesłaniem jest Ludzie, którzy odeszli, świat, którego już nie ma. Przedstawia rozmazane sylwetki ludzki młodych, staruszków i dzieci. W intencji autora mieli oni zostać przedstawieni w scenach z ich codziennego życia. W prawym rogu jest czarna plama. Dolna część jest biała z czerwoną datą „1943” i czarny hasłem: „Zbrodnia wołyńska. Prawda i pamięć”. Projekt upamiętnienia przygotował absolwent pracowni plakatu ASP Mikołaj Ostaszewski. Wykorzystał m.in. logotyp rocznicy autorstwa Krzysztofa Findzińskiego oraz zdjęcia autentycznych ofiar. Fotografie pochodziły z Instytutu Pamięci Narodowej i z archiwów prywatnych ludzi, którzy stracili tam rodziny. Wykonawcą prac była grupa Good Looking Studio. Mural powstał na zamówienie Instytutu Pamięci Narodowej i Urzędu Dzielnicy Wola m. st. Warszawy.

## Wyprawa Wołyńska
11 lipca 2013 wyruszyła z Krakowa Wyprawa Edukacyjna na Wołyń. Wyjazd został zorganizowany przez Oddział IPN w Krakowie oraz Bratnią Pomoc Akademicką im. św. Jana z Kęt „Cantianum”. Uczestnicy odwiedzili m.in. miejscowości: Kisielin, Poryck, Ostrówki, Huta Stepańska. 14 lipca uczestniczyli w uroczystościach w Łucku. Dzień później wrócili do Polski.

## Uroczystości na Żoliborzu

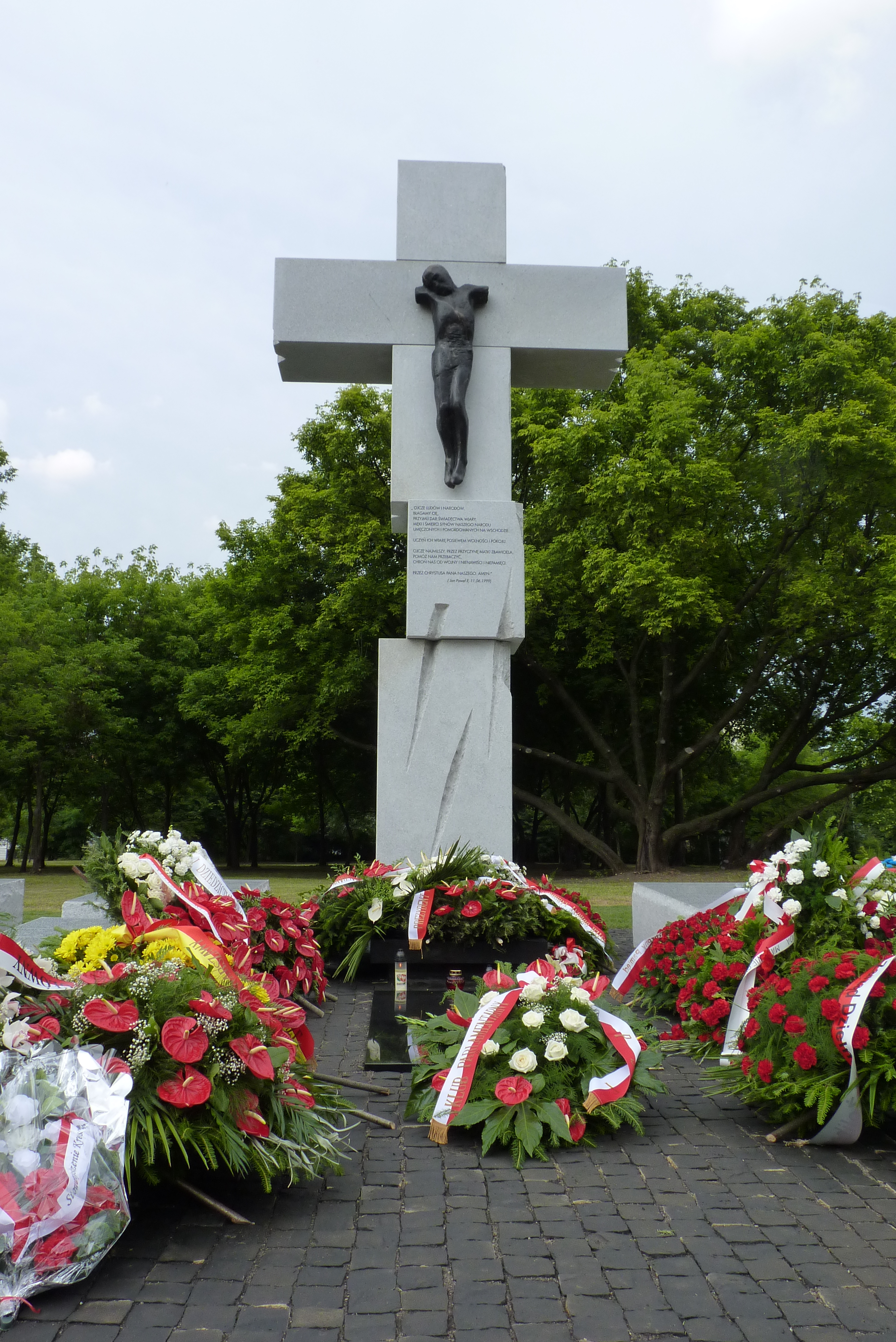
Pomnik Rzezi Wołyńskiej w Warszawie

11 lipca o godz: 9:30 na Skwerze Wołyńskim, u zbiegu ul. Gdańskiej i Trasy Armii Krajowej, na warszawskim Żoliborzu rozpoczęły się uroczystości upamiętniające ofiary Zbrodni. Uroczystość przygotowana została przez Krajową Radę Pamięci Walk i Męczeństwa zorganizowana została wedle ceremoniału wojskowego. Wzięli w nich udział Prezydent RP i przedstawiciele najwyższych władz państwowych m.in. wicemarszałek Senatu Cezary Grabarczyk, wiceminister obrony narodowej Jacek Cichocki, prezydent Warszawy Hanna Gronkiewicz-Waltz, burmistrz Żoliborza Krzysztof Bugla, ambasador Izraela Zvi Rav-Ner, zastępca szefa Sztabu Generalnego WP gen. Anatol Wojtan, szef Kancelarii Prezydenta RP Jacek Michałowski, minister Jaromir Sokołowski oraz doradcy Tadeusz Mazowiecki i Tomasz Nałęcz, Sekretarz Rady Ochrony Pamięci Walk i Męczeństwa dr hab. Andrzej Kunert. Obecni byli także przedstawiciele środowisk kresowych i krewni ofiar zbrodni UPA.
Mszy św. polowej przewodniczył bp polowy Wojska Polskiego Józef Guzdek. W swoim wystąpieniu nawiązał do ewangelicznej relacji o zamordowaniu Jana Chrzciciela przez Heroda, które budzi oburzenie i sprzeciw. Wspominając okoliczności wydarzeń sprzed 70. lat odniósł się do sprawowanych tego dnia mszy. Sprawowana tego dnia msza święta jest duchowym dokończeniem Ofiary Eucharystycznej brutalnie przerwanej 11 lipca 1943 r. Zachęcił do przebaczenia, jednak podkreślił, że jego warunkiem jest prawda.

Tylko poznanie pełnej prawdy o dokonanej zbrodni może nas wyzwolić od postawy wzajemnych oskarżeń, a nawet nienawiści. Potrzeba nazwać po imieniu zbrodniarza i ofiarę. Należy dokładnie określić proporcje zadanych ran. Konieczne jest, aby wskazać przyczynę i skutek. Tylko na fundamencie prawdy, nawet jeśli ona jest zawiła i trudna, możliwe jest wzajemne przebaczenie i pojednanie. Tylko na prawdzie i przebaczeniu można budować dobre relacje obu narodów – polskiego i ukraińskiego.

Kulminacyjnym punktem uroczystości było odsłonięcie i poświęcenie pomnika upamiętniającego ofiary Zbrodni Wołyńskiej OUN-UPA. Monument ma kształt krzyża z figurą Chrystusa bez rąk. Pod krzyżem na kilkunastu bryłach wypisano z nazwami 2,5 tys. miejscowości, w których dokonywano rzezi. Bezpośrednio między krzyżem a tablicami znajduje się sarkofag przeznaczony na małe kapsułki z grudkami ziemi z województw wołyńskiego, poleskiego, stanisławowskiego, tarnopolskiego, lwowskiego oraz częściowo lubelskiego i krakowskiego, w których dokonano masowych mordów w latach 1942–1947. Jednym z elementów pomnika jest modlitwa Jana Pawła II z 1999 r. odmówiona pod monumentem Poległym i Pomordowanych na Wschodzie: „Ojcze ludów i narodów, błagamy Cię, przyjmij dar świadectwa wiary, męki i śmierci synów naszego Narodu umęczonych i zamordowanych na Wschodzie; uczyń ich ofiarę posiewem wolności i pokoju”.
W przemówieniu poprzedzającym moment odsłonięcia prezydent RP Bronisław Komorowski określił wydarzenia z Wołynia z 1943 zbrodnią o znamionach ludobójstwa. Podziękował rodzinom kresowym za konsekwentne przypominanie i upowszechnianie wiedzy na ten temat. Mocno zaakcentował słowa codziennej modlitwy chrześcijan: „...i odpuść nam nasze winy, jako i my odpuszczamy naszym winowajcom”. Bronisław Komorowski przypomniał, że Skwer Wołyński w polskiej stolicy jest centrum polskiej pamięci, gdzie od kilkunastu lat upamiętnia się zbrojną walkę 27. Dywizji Wołyńskiej AK oraz cierpienie i śmierć polskich mieszkańców Kresów. Prezydent zwrócił uwagę na pamięć o zagładzie Żydów na tych terenach i ofiarach po stronie ukraińskiej. Wygłosił także apel o pojednanie polsko-ukraińskie i wspólne budowanie zjednoczonej Europy.

Dlatego działając w takim duchu pragniemy godnego upamiętnienia ofiar w miejscach ich cierpienia i śmierci, chcemy zrealizować prawo do ich chrześcijańskiego pochówku. Wierzę, że dzięki wspólnemu wysiłkowi Polski i Ukrainy, naszych społeczeństw i naszych niepodległych państw, stanie się to możliwe. Te wszystkie działania musimy podjąć z myślą o wspólnej, polsko-ukraińskiej przyszłości. Partnerstwo i wspólnota zamiast narodowych waśni – to droga, którą od dziesięcioleci podąża cała Europa, podążamy my Polacy i chcą podążać także Ukraińcy. Jest w tej wspólnocie miejsce dla Polski i dla Ukrainy!

Pomnik odsłonił Prezydent RP wraz z sekretarzem Rady Ochrony Pamięci Walk i Męczeństwa Andrzejem Kunertem i Stefanem Mizerą, który przeżył zbrodnię wołyńską (jako sześciomiesięczne niemowlę, ocalał pod ciałem zamordowanej matki).
Po poświęceniu pomnika i odczytaniu przez oficera Dowództwa Garnizonu Warszawa apelu poległych Bronisław Komorowski złożył wieniec od Narodu. Po nim pozostali uczestnicy złożyli pod pomnikiem wieńce, a Kompania Reprezentacyjna Wojska Polskiego oddała salwę honorową. Uroczystość w asyście honorowej Wojska Polskiego zakończył apel poległych.

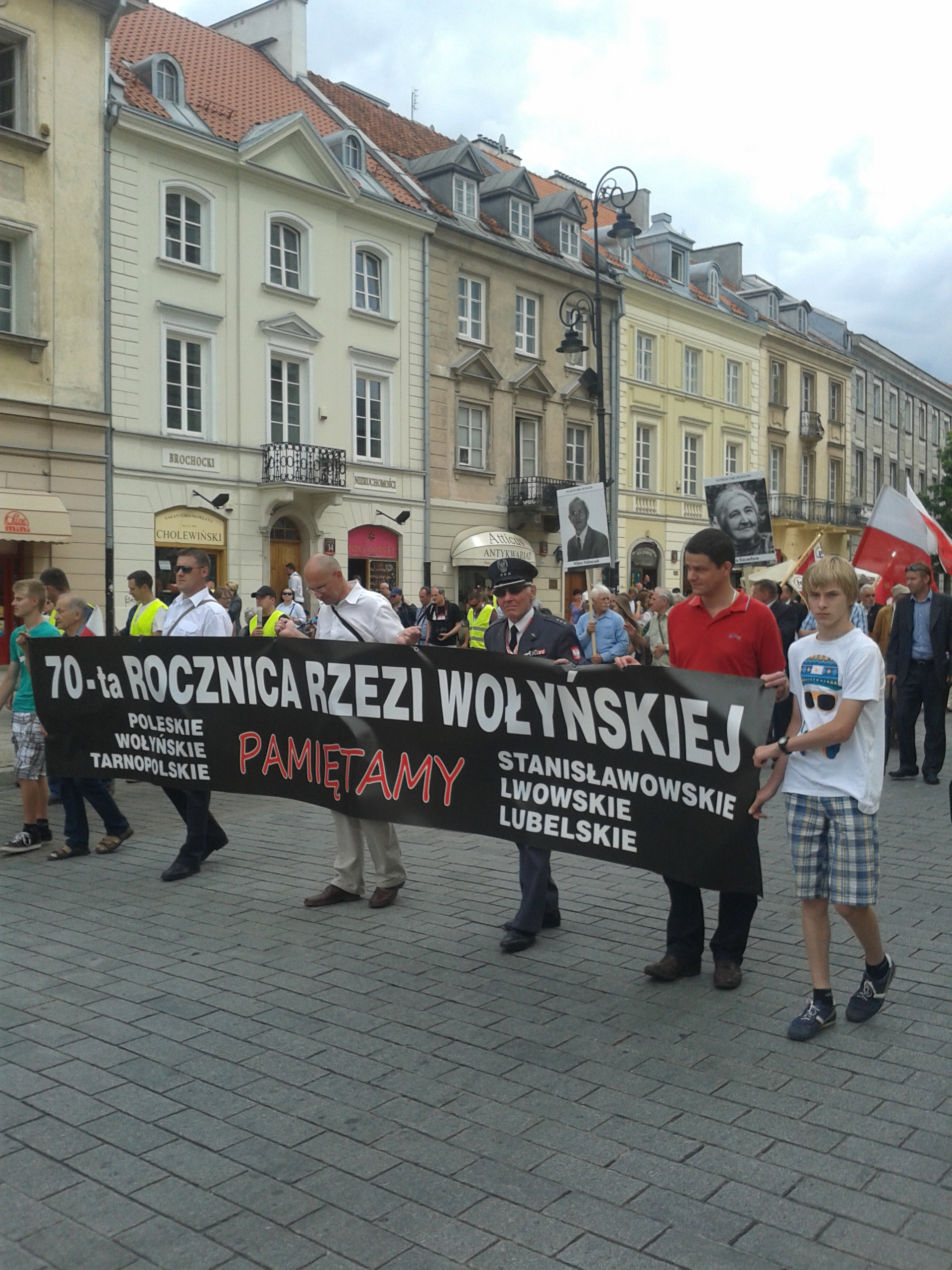
Czoło Marszu

## Zgromadzenie publiczne w Warszawie
Ewa Szakalicka jako pomysłodawca i organizatorka społecznych obchodów zgłosiła zgromadzenie publiczne, które rozpoczęła msza w kościele św. Aleksandra. Następnie przeszedł Marsz Pamięci z pl. Trzech Krzyży Traktem Królewskim na pl. Zamkowy. W pochodzie uczestniczyli parlamentarzyści, duchowni, działacze organizacji kresowych, kombatanci oraz krewni ofiar UPA, a wśród nich także świadkowie brutalnych zbrodni na Polakach. W marszu wzięli udział także członkowie grup rekonstrukcyjnych, harcerze i mieszkańcy stolicy. Uczestnicy marszu trzymali także transparenty m.in. z napisami: „Ludobójstwo wołyńsko-małopolskie; pamięć niewygodna”, „Kresowianie żądają prawdy”, „Prawda, pamięć, potępienie”, „Nie o zemstę, ale o pamięć wołają ofiary!”, „Polska-Ukraina; Przyjaźń, partnerstwo; OUN, UPA – hańba, potępienie”. Zgromadzenie zakończył Koncert Pamięci na plenerowej scenie na Pl. Zamkowym z udziałem m.in.: Lecha Makowieckiego, Teatru Muzycznego Od Czapy i Piotra Bajusa, który poprowadził Jan Pospieszalski. Wieczorem przed kościołem św. Anny odbył się pokaz filmów dokumentalnych o ludobójstwie na Polakach Wołyń 1943, Małopolska Wschodnia 1944: „Skrawek piekła na Podolu” reż. Jolanta Kessler-Chojecka, „Wyrok śmierci” reż. Ewa Szakalicka, „Było sobie miasteczko” reż. Tadeusz Arciuch i Maciej Wojciechowski, „Ballada o Wołyniu” sfilmowane przedstawienie Teatru Nie Teraz – 11 lipca.

## Rekonstrukcja historyczna w Radymnie
20 lipca w miejscowości Radymno k. Przemyśla zorganizowano inscenizację historyczną „Wołyń 1943 – nie o zemstę, lecz o pomięć wołają ofiary”. Widowisko historyczno-teatralne transmitowały na żywo telewizje Polsat News i Republika TV.
Pod przydrożną kapliczką wracający z pola Polacy wraz ze swym ukraińskim sąsiadem odmawiali w swoich językach modlitwę „Ojcze nasz” Polak zaniepokojony wydarzeniami z sąsiednich wiosek, o których słyszał, pytał sąsiada czy są bezpieczni, a sąsiad zapewniał, że są przecież dobrymi ludźmi i nic im nie grozi. Zapadł zmrok i w obejściach ucichło. Narrator opowiadał o realiach historycznych lata 1943 roku. Z niektórych obejść wybiegli ludzie i dołączyli do zbliżających się do wioski oddziałów UPA i uzbrojonych w narzędzia chłopów. Bojownicy otoczyli wioskę, a chłopi zaczęli wdzierać się do chat. Podpalono kilka chat. Słychać było krzyki i strzały. Pantomimie towarzyszyła muzyka skomponowana przez Krzesimira Dębskiego. Po przeprowadzonej akcji chłopi z zagarniętym dobytkiem, w eskorcie bojowników opuścili palącą się wioskę. Domy płonęły, a w tym czasie chór Cantilena z Radymna dyrygowany przez Dorotę Gunię wykonał „Litanię Wołyńską” skomponowaną przez Krzesimira Dębskiego, który akompaniował temu wykonaniu.
W wydarzeniu wzięło udział ponad 200 rekonstruktorów z grup rekonstrukcyjnych z całej Polski oraz ze Słowacji i Czech. Współorganizatorem wydarzenia było miasto Stalowa Wola.

## Kalendarium pozostałych wydarzeń w Polsce
| Data 2013   | Miejsce                                                                                             | Wydarzenie | Przypisy             |
| ----------- | --------------------------------------------------------------------------------------------------- | --- | -------------------- |
| 4 lutego    | Tarnów                                                                                              | Klasztor sióstr Sacre Coeur przy ul. Pszennej 1 – msza za ofiary ludobójstwa dokonanego przez UPA na Kresach. Projekcja filmu pt. „Kryptonim Pożogą” reż. Wincenty Ronisz, spotkanie z dr Pawłem Należniakiem IPN – prelekcja pt. „Zbrodnie nacjonalistów ukraińskich na ludności polskiej Wołynia w latach 1943–1944. | [ 62 ]               |
| 9 lutego    | Wschowa                                                                                             | Uroczystości nieupamiętniające 70. rocznicę ludobójstwa pokonanego przez UPA | [ 62 ]               |
| 11 lutego   | Kraków                                                                                              | Szkoła Mistrzów Sportowych – Tadeusz Isakowicz-Zaleski, prelekcja z okazji 70. rocznicy Krwawej Niedzieli na Wołyniu | [ 62 ]               |
| 14 lutego   | Milicz                                                                                              | Liceum Ogólnokształcące im. Armii Krajowej przy ul. 11 Listopada – Tadeusz Isakowicz-Zaleski, prelekcja ze slajdami – „Przyczyny i przebieg ludobójstwa dokonanego przez nacjonalistów ukraińskich na Kresach Wschodnich” | [ 62 ]               |
| 3 marca     | Łagiewniki                                                                                          | „Dzień Kresowiaka”. Msza za ofiary ludobójstwa na Kresach. Program artystyczny w Gminnym Ośrodku Kultury w wykonaniu uczniów Gimnazjum im. Piastów Śląskich i Chóru „Canzona” | [ 62 ]               |
| 3 marca     | Babice                                                                                              | Msza św. i uroczystości upamiętniające zagładę Huty Pieniackiej przez ukraińskich kolaborantów z SS Galizien | [ 62 ]               |
| 8 marca     | Kępno                                                                                               | Dom Parafialny – Tadeusz Isakowicz-Zaleski, wykład „Przemilczane ludobójstwo na Kresach” | [ 62 ]               |
| 9 marca     | Świnoujście                                                                                         | Tadeusz Isakowicz-Zaleski, wykład „Przemilczane ludobójstwo na Kresach” | [ 62 ]               |
| 12 marca    | Warszawa (Ursus)                                                                                    | Klub „Arsus” przy ul. Traktorzystów 14, pokaz filmu Ewy Szakalickiej pt. „Czas pamięci”. Wydarzenie przygotowane przez Federację Organizacji Kresowych. | [ 62 ]               |
| 14 marca    | Elbląg                                                                                              | Sala konferencyjna PiS, Tadeusz Isakowicz-Zaleski wykład „Przemilczane ludobójstwo na Kresach” | [ 62 ]               |
| 16 marca    | Wołów                                                                                               | Starostwo Powiatowe, pokaz filmu Ewy Szakalickiej „Wyrok śmierci”; Msza św. w intencji pomordowanych w Podkamieniu w kościele pw. św. Wawrzyńca | [ 62 ]               |
| 17 marca    | Męcinka                                                                                             | Dom Ludowy, Tadeusz Isakowicz-Zaleski, wykład „Przemilczane ludobójstwo na Kresach” | [ 62 ]               |
| 19 marca    | Jawor                                                                                               | Kaplica Miłosierdzia Bożego, Tadeusz Isakowicz-Zaleski, wykład „Przemilczane ludobójstwo na Kresach” | [ 62 ]               |
| 10 kwietnia | Lublin                                                                                              | Katolicki Uniwersytet Lubelski Jana Pawła II, spotkanie autorskie Ewą Szakalicką połączone z projekcją filmów dokumentalnych „Śmierć po raz setny” i „Wyrok śmierci”. Komentarz dr Leon Popek (IPN Lublin) | [ 62 ]               |
| 11 kwietnia | Mysłowice                                                                                           | Katolicki Dom Ludowy przy pl. Mieroszewskich; Tadeusz Isakowicz-Zaleski, wykład „Przemilczane ludobójstwo na Kresach” | [ 62 ]               |
| 12 kwietnia | Krosno                                                                                              | Dzień Pamięci o ofiarach ludobójstwa banderowskiego na Kresach | [ 62 ]               |
| 12 kwietnia | Jasło                                                                                               | Sala Cechów Różnych przy ul. Czackiego 17; Tadeusz Isakowicz-Zaleski, wykład „Przemilczane ludobójstwo na Kresach” | [ 62 ]               |
| 13 kwietnia | Przemyśl                                                                                            | Uroczystości kresowe | [ 62 ]               |
| 14 kwietnia | Gliwice                                                                                             | Kościół ormiański przy ul. Mikołowskiej; msza za Ormian pomordowanych w Turcji oraz Polaków i Ormian pomordowanych przez UPA w Kutach nad Czeremoszem | [ 62 ]               |
| 15 kwietnia | Białystok                                                                                           | Wykład Pawła Kalisza – sala Białostockiej Spółdzielni Mieszkaniowej, ul. św. Rocha 11/1, | [ 63 ]               |
| 15 kwietnia | Rakowice Wielkie                                                                                    | Dzień Pamięci o Ofiarach Ludobójstwa na Kresach, Tadeusz Isakowicz-Zaleski otwarcie wystawy i wykład dla uczniów Zespołu Szkół Ekonomiczno-Technicznych | [ 62 ]               |
| 16 kwietnia | Warszawa                                                                                            | Wyniki konkursu na scenariusz lekcji poświęconej zbrodni wołyńskiej – „Wołyń. 70 lat po zbrodni” | [ 63 ]               |
| 17 kwietnia | Poznań                                                                                              | Sala konferencyjna biurowca Delta przy ul. Towarowej 35, wykład Ewy Siemaszko „Wołyń 1943 – traumatyczna pamięć” w ramach spotkań w Klubie Historycznym im. gen. Roweckiego „Grota” przy Oddziale IPN w Poznaniu | [ 62 ]               |
| 17 kwietnia | Warszawa                                                                                            | Dom Spotkań z Historią przy ul. Karowej 20, prezentacja Tomasza Kuby Kozłowskiego „Opowieści z Kresów – Kamienie wołać będą!: Zagłada Janowej Doliny” | [ 62 ] [ 64 ]        |
| 17 kwietnia | Warszawa                                                                                            | Budynek PAST-y, ul. Zielna 39, prezentacja filmu Ewy Szakalickiej „Wyrok śmierci”. Po filmie dyskusja na temat 70 rocznicy ludobójstwa ukraińskiego na Polakach prowadzona przez dyrektor Muzeum Lwowa i Kresów Południowo-Wschodnich w Kuklówce Radziejowickiej Aleksandrę Biniszewską | [ 62 ]               |
| 18 kwietnia | Łódź                                                                                                | Sala katechetyczna parafii pw. Podwyższenia Krzyża przy ul. Sienkiewicza 38, Tadeusz Isakowicz-Zaleski wykład „Przemilczane ludobójstwo na Kresach” | [ 62 ]               |
| 19 kwietnia | Warka                                                                                               | Dzień Pamięci o Ofiarach Ludobójstwa na Kresach, Tadeusz Isakowicz-Zaleski, wykład „Przemilczane ludobójstwo na Kresach” dla uczniów Liceum im. Piotra Wysockiego, Centrum Rekreacji przy ul. Warszawskiej 45, dla wszystkich | [ 62 ]               |
| 20 kwietnia | Kraków                                                                                              | Kościół św. Mikołaja przy ul. Kopernika 9, msza za Ormian pomordowanych w Turcji oraz Polaków i Ormian pomordowanych przez UPA w Kutach nad Czeremoszem | [ 62 ]               |
| 21 kwietnia | Wrocław                                                                                             | Kościół dominikanów przy pl. Dominikański, msza za Ormian pomordowanych w Turcji oraz Polaków i Ormian pomordowanych przez UPA w Kutach nad Czeremoszem | [ 62 ]               |
| 22 kwietnia | Szczecin                                                                                            | Zespół Szkół Salezjańskich przy ul. Ku Słońcu 124, Tadeusz Isakowicz-Zaleski, wykład „Przemilczane ludobójstwo na Kresach” | [ 62 ]               |
| 23 kwietnia | Ostrów Wielkopolski                                                                                 | Główna Biblioteka Publiczna przy ul. Wolności 2; Tadeusz Isakowicz-Zaleski, wykład „Przemilczane ludobójstwo na Kresach” | [ 62 ]               |
| 24 kwietnia | Stargard                                                                                            | Dom Kultury Kolejarza, ul Szczecińska 15; Tadeusz Isakowicz-Zaleski, wykład „Przemilczane ludobójstwo na Kresach” | [ 62 ]               |
| 24 kwietnia | Warszawa                                                                                            | Muzeum Niepodległości przy Al. Solidarności 62, prezentacja książki Marka Koprowskiego „Wołyń. Epopeja polskich losów 1939–2013 r.” | [ 62 ]               |
| 24 kwietnia | Lublin                                                                                              | Katolicki Uniwersytet Lubelski Jana Pawła II, projekcja filmu Dariusza Marka Srzednickiego „Ukraiński rapsod” | [ 62 ]               |
| 26 kwietnia | Bydgoszcz                                                                                           | Dom Polski przy ul. Grodzkiej 1, prelekcja Ewy Siemaszko „Wołyń 1943 – traumatyczna pamięć” | [ 62 ]               |
| 27 kwietnia | Zduńska Wola                                                                                        | Ośrodek Pamięci Św. Maksymiliana Kolbe; Tadeusz Isakowicz-Zaleski, wykład „Przemilczane ludobójstwo na Kresach” | [ 62 ]               |
| 3 maja      | Prabuty                                                                                             | Centrum Kultury i Sportu, film Ewy Szakalickiej „Wyrok śmierci” i wykład o mordach UPA na Zamojszczyźnie | [ 62 ]               |
| 16 maja     | Łódź                                                                                                | Dzień Pamięci o Kresach: kościół ojców jezuitów przy ul. Sienkiewicza 60, msza za pomordowanych obywateli polskich przez UPA; Tadeusz Isakowicz-Zaleski prelekcja o ludobójstwie i spotkanie autorskie | [ 62 ]               |
| 17–19 maja  | Wołów                                                                                               | Dni Kresowe | [ 62 ]               |
| 22 maja     | Gliwice                                                                                             | Muzeum Regionalne, willa Caro przy ul. Dolnych Wałów, prezentacja Tomasza Kuby Kozłowskiego „Zagłada Janowej Doliny” | [ 62 ]               |
| 23 maja     | Bytom                                                                                               | Centrum Kresowe przy ul. Moniuszki 13, prezentacja Tomasza Kuby Kozłowskiego „Zagłada Janowej Doliny” | [ 62 ]               |
| 24 maja     | Bytom                                                                                               | Muzeum Górnośląskie w Bytomiu, ul. Korfantego 34, sala im. G.G. Gorczyckiego, „Losy Polaków na Kresach. Niezwykli ludzie, trudna historia”. Spotkanie z Tomaszem Turejko, laureatem Ogólnopolskiej Olimpiady Historycznej, uczniem I LO im. E. Dembowskiego w Gliwicach; dr Lucyna Kulińska „Dzieci Kresów – Cudem ocaleni z rzezi”. Promocja książki i spotkanie z autorką; projekcja filmu pt. „Czas pamięci” reż. Ewa Szakalicka, spotkanie z autorką i dyskusja                                                                                 | [ 62 ]               |
| 29 maja     | Wieliczka                                                                                           | Sala „Magistrat” Urzędu Miasta przy ul. Powstania Warszawskiego 1; Tadeusz Isakowicz-Zaleski, wykład „Przemilczane ludobójstwo na Kresach” | [ 62 ]               |
| 1 czerwca   | Kluczbork                                                                                           | Urząd Miasta, Tadeusz Isakowicz-Zaleski, wykład „Przemilczane ludobójstwo na Kresach” | [ 62 ]               |
| 1 czerwca   | Kędzierzyn-Koźle                                                                                    | Msza w kościele św. Zygmunta i Jadwigi za ofiary ludobójstwa z kazaniem Tadeusza Isakowicza-Zaleskiego. Przemarsz ulicami miasta i apel poległych pod tablica na frontonie Gimnazjum im. Orląt Lwowskich. Sesja popularnonaukowa. | [ 62 ]               |
| 3 czerwca   | Busko-Zdrój                                                                                         | Pensjonat „Sanato”, Tadeusz Isakowicz-Zaleski, wykład „Przemilczane ludobójstwo na Kresach” | [ 62 ]               |
| 6 czerwca   | Gdańsk                                                                                              | Msza w kościele św. Brygidy za ofiary ludobójstwa dokonanego przez UPA, uroczystości upamiętniające pod pomnikiem Wołynian (zbieg ulic: Stolarskiej, Mniszki i Katarzyny), wykład dr Lucyny Kulińskiej pt. „Ludobójstwo dokonane przez bandy UPA”, Ratusz Główny Miasta, ul. Długa 46. Wystąpienie poseł Doroty Arciszewskiej-Mielewczyk (PiS) | [ 62 ]               |
| 6 czerwca   | Radom                                                                                               | Wieczór Pamięci o Ofiarach Ludobójstwa, wystawa, prelekcja dr Leona Popka, Tadeusz Isakowicz-Zaleski wystąpienie w Klubie Środowisk Twórczych „Łaźnia” | [ 62 ]               |
| 6 czerwca   | Oświęcim                                                                                            | Zespół Szkół Salezjańskich, prelekcja Bohdana Piętki o ludobójstwie na Kresach | [ 62 ]               |
| 7 czerwca   | Rzeszów                                                                                             | Wykład otwarty Ewy Siemaszko „Rzeź wołyńska 1943”, Wojewódzki Dom Kultury, ul. Okrzei 7 | [ 65 ]               |
| 7 czerwca   | Lubin                                                                                               | Poświęcenie przez bp. Marka Mendyka Domu dla Niepełnosprawnych im. Dzieci Kresów przy ul Odrodzenia 8, msza w kościele pw. Najśw. Serca Pana Jezusa przy ul. B. Prusa, poświęcenia obiektu i pamiątkowej tablicy, część artystyczna w Warsztatach Terapii przy ul. Stary Lubin 10 | [ 62 ]               |
| 7 czerwca   | Warszawa                                                                                            | Parafia Zesłania Ducha Świętego przy ul. Broniewskiego 44, wykład o ludobójstwie dr. Lucyny Kulińskiej | [ 62 ]               |
| 8 czerwca   | Przemyśl                                                                                            | Budynek główny Urzędu Miasta, ul. Rynek 1, sesja popularnonaukowa z udziałem Ewy Siemaszko, dr Andrzej Zapałowskiego, dr Henryk Borcza, Artur Brożyniaka | [ 62 ]               |
| 9 czerwca   | Zamość                                                                                              | Rotunda Zamojska, msza z kazaniem Tadeusza Isakowicz-Zaleskiego za pomordowanych Polaków na Kresach. Centrum Parafialne przy ul. Podchorążych, Tadeusz Isakowicz-Zaleski – prelekcja o ludobójstwie dokonanym przez UPA i SS Galizien na Polakach, Żydach, Ormianach i sprawiedliwych Ukraińcach | [ 62 ]               |
| 13 czerwca  | Katowice                                                                                            | Konferencja naukowa „W cieniu tragedii wołyńskiej 1943 roku. 70 rocznica mordów Polaków na Kresach Południowo-Wschodnich” | [ 66 ]               |
| 13 czerwca  | Skawina                                                                                             | Aula kościoła pw. Miłosierdzia Bożego na os. Ogrody, sesja edukacyjna o ludobójstwie dokonanym na Polakach, wykład: „Polacy i Ukraińcy wobec akcji ludobójstwa na Wołyniu i w Małopolsce Wschodniej – tendencje, problemy, przeszkody w ujawnianiu prawdy i upamiętnianiu miejsc pochówku ofiar zbrodni”; Zakończenie projektu „»Kresy« – polskie ziemie wschodnie w XX wieku. Dramatyczne losy Polaków na Wołyniu i w Małopolsce Wschodniej w latach 1943–1944”                                                                                    | [ 62 ] [ 67 ]        |
| 16 czerwca  | Węgliniec                                                                                           | Msza za pomordowanych przez UPA z kazaniem Tadeusza Isakowicza-Zaleskiego i uroczystości w sąsiednich miejscowościach | [ 62 ]               |
| 16 czerwca  | Bełżec                                                                                              | Msza polowa na cmentarzu parafialnym w Bełżcu, złożenie wieńców przy mogile pomordowanych w 44 r. z pociągu relacji Bełżec – Lwów, uroczystość pod pomnikiem w Zatylu | [ 62 ]               |
| 19 czerwca  | Gromnik                                                                                             | Uroczystości powiatowe z okazji 70. rocznicy zbrodni wołyńskiej i odsłonięcie przed frontonem Zespołu Szkół pomnika ku czci ofiar ludobójstwa, godz. 10:00 | [ 62 ] [ 68 ]        |
| 20 czerwca  | Prabuty                                                                                             | Dni Kresowe: msza w konkatedrze św. Wojciecha za ofiary banderowskiego ludobójstwa; poświęcenie pomnika upamiętniającego ofiary ludobójstwa i tablicy z nazwami miejscowości kresowych na cmentarzu komunalnym. Projekcja filmu pt. „Było sobie miasteczko”. Po filmie spotkanie z reżyserem Maciejem Wojciechowskim. Dom Kultury w Prabutach przy ul. Łąkowej 22 | [ 62 ] [ 69 ] [ 70 ] |
| 21 czerwca  | Prabuty                                                                                             | Sesja popularnonaukowa o ludobójstwie w Domu Kultury. Wystąpienia: Andrzej Mosiejczyk, Tadeusz Isakowicz–Zaleski – „Postawa Kościoła rzymskokatolickiego i Cerkwi greckokatolickiej w czasie banderowskiego ludobójstwa w latach 1939–1947”, dr Lucyna Kulińska – „Zapomniane i nierozliczone ludobójstwo na narodzie polskim dokonane przez nacjonalistów ukraińskich”, dr Zbigniew Palski, Polska Akademia Nauk – wykład dotyczący 70 rocznicy ludobójstwa na Wołyniu i Małopolsce Wschodniej, „To wszystko człowiek widział” – relacje świadków. | [ 62 ]               |
| 22 czerwca  | Kłodzko                                                                                             | Msza w kościele Wniebowzięcia Najświętszej Maryi Panny ojców jezuitów z kazaniem Tadeusza Isakowicza-Zaleskiego. Przemarsz pod pomnik pomordowanych Kresowian i konferencja o ludobójstwie. | [ 62 ]               |
| 23 czerwca  | Kalwaria Pacławska                                                                                  | Msza w sanktuarium maryjnym ojców franciszkanów za pomordowanych przez OUN-UPA i SS Galizien. Poświęcenie pomnika za tych, co zginęli w walce ze zbrodniarzami ukraińskimi. | [ 62 ]               |
| 23 czerwca  | Gliwice                                                                                             | Sanktuarium Matki Bożej Kochawińskiej na os. Kopernika, msza za pomordowanych przez UPA i SS Galizien z kazaniem Tadeusza Isakowicza-Zaleskiego | [ 62 ] [ 71 ]        |
| 24 czerwca  | Warszawa                                                                                            | Siedziba Stowarzyszenia Dziennikarzy Polskich, konferencja o ludobójstwie na Kresach. Prowadzący: Stanisław Srokowski. Paneliści: prof. Czesław Partacz, dr Leon Popek, Tadeusz Isakowicz-Zaleski oraz świadek tragedii w Hucie Pieniackiej, Sulimir Żuk | [ 62 ]               |
| 26 czerwca  | Chrzanów                                                                                            | Dom Urbańczyka Muzeum Regionalnego przy ul. Henryka 16, wykład Tadeusza Isakowicz-Zaleskiego „Przemilczane ludobójstwo na Kresach” | [ 62 ]               |
| 1 lipca     | Lublin                                                                                              | Dziedziniec Katolickiego Uniwersytetu Lubelskiego przy al. Racławickiej 20. Czwarta rocznica decyzji KUL o nadania doktoratu honoris causa Wiktorowi Juszczence – modlitwa pod pomnikiem Jana Pawła II w intencji pomordowanych przez UPA i SS Galizien | [ 62 ]               |
| 2 lipca     | Bolesławiec                                                                                         | Sala konferencyjna Domu Kultury przy pl. Piłsudskiego 1, wykład Tadeusza Isakowicz-Zaleskiego „70 rocznica Krwawej Niedzieli na Wołyniu” | [ 62 ]               |
| 5 lipca     | Wrocław                                                                                             | Uroczystości centralne dla Dolnego Śląska | [ 62 ]               |
| 6 lipca     | Oświęcim                                                                                            | Msza w kościele Wniebowzięcia Najświętszej Marii Panny, ul. Dąbrowskiego 5a. Uroczystość pod tablicą pamięci pomordowanych Polaków, cmentarz parafialny. Spotkanie w Hotelu „Kamieniec” ul. Zajazdowa | [ 62 ]               |
| 7 lipca     | Częstochowa (Jasna Góra)                                                                            | XIX Pielgrzymka Kresowian na Jasna Górę i Światowy Zjazd Kresowian, msza w kaplicy Cudownego Obrazu za ofiary ludobójstwa; sesja popularnonaukowa w Sali Papieskiej | [ 62 ]               |
| 7 lipca     | Szczecin                                                                                            | Msza za pomordowanych i wmurowanie tablicy pamiątkowej w bazylice archikatedralnej św. Jakuba | [ 62 ]               |
| 7 lipca     | Szczecin                                                                                            | Przegląd filmowy „Wołyń w Pożodze” | [ 72 ]               |
| 7 lipca     | Łódź                                                                                                | Przegląd filmowy „Wołyń w Pożodze” | [ 72 ]               |
| 7 lipca     | Rzeszów                                                                                             | Przegląd filmowy „Wołyń w Pożodze” | [ 72 ]               |
| 7 lipca     | Wrocław                                                                                             | Przegląd filmowy „Wołyń w Pożodze” | [ 72 ]               |
| 7 lipca     | Gdynia                                                                                              | Przegląd filmowy „Wołyń w Pożodze” | [ 72 ]               |
| 7 lipca     | Katowice                                                                                            | Przegląd filmowy „Wołyń w Pożodze” | [ 72 ]               |
| 7 lipca     | Warszawa                                                                                            | Przegląd filmowy „Wołyń w Pożodze” | [ 72 ]               |
| 9 lipca     | Dom Spotkań z Historią przy ul. Karowej 20, prezentacja filmu Wincentego Ronisza „Kryptonim Pożoga” | [ 73 ] |                      |
| 9 lipca     | Tarnów                                                                                              | „Postawa Kościoła wobec ludobójstwa na Kresach” – spotkanie z Józefem Mareckim | [ 74 ]               |
| 9 lipca     | Kielce                                                                                              | Prelekcja Marka Jończyka „Rzeź wołyńska 1943” i projekcja filmu „Wołyń w pożodze” w Areszcie Śledczym, ul. Zagnańska 155 | [ 75 ]               |
| 10 lipca    | Kraków                                                                                              | Dzień Pamięci: Wystawa „Zagłada ludności wschodnich województw II RP w latach II wojny światowej dokonana przez ukraińskich nacjonalistów” – Muzeum AK, ul. Wita Stwosza; msza za pomordowanych w bazylice archikatedralnej św. Stanisława i św. Wacława na Wawelu; po mszy Marsz Pamięci i uroczystości pod Krzyżem Katyńskim |                      |
| 10 lipca    | Kielce                                                                                              | Otwarcie wystawy czasowej „Wołyń – ziemia naznaczona polską krwią” – Wojewódzki Dom Kultury w Kielcach, ul. ks. P. Ściegiennego 2 |                      |
| 10 lipca    | Warszawa                                                                                            | Otwarcie wystawy czasowej „Polacy – Ukraińcy 1943–1945. »Antypolska akcja« OUN i UPA Bandery. Rzeź wołyńsko-galicyjska w dokumentach ukraińskich”, ul. Marszałkowska 21/25 |                      |
| 10 lipca    | Warszawa                                                                                            | Dom Spotkań z Historią przy ul. Karowej 20, prezentacja filmu Wincentego Ronisza „Poeta nieznany” | [ 76 ]               |
| 11 lipca    | Kraśnik                                                                                             | Otwarcie Ronda Pamięci Ofiar Wołynia | [ 77 ] [ 78 ]        |
| 11 lipca    | Kielce                                                                                              | Msza w bazylice katedralnej w Kielcach i przemarsz z bazyliki katedralnej na cmentarz Partyzancki przy ul. P. Ściegiennego w Kielcach, uroczystości pod Pomnikiem Katyńskim i Pomnikiem Sybiraków, złożenie kwiatów i zapalenie zniczy – organizatorzy Stowarzyszenie Rodzina Katyńska oraz Brygadę Świętokrzyską ONR i Kielecki Klub „Gazety Polskiej”; 11 lipca | [ 79 ]               |
| 11 lipca    | Szczecin                                                                                            | Apel „Nie o zemstę, lecz o pamięć wołają ofiary”. 11 lipca 2013, pl. Grunwaldzki | [ 80 ]               |
| 11 lipca    | Rzeszów                                                                                             | Pokaz filmu dokumentalnego „Kryptonim »Pożoga«. Dramat wołyński (1939–1945)”, budynek rzeszowskiego oddziału IPN, ul. Szopena 23. Po projekcji i wykładzie Artura Brożyniaka Marsz Pamięci Ofiar Ludobójstwa na Kresach spod pomnika Armii Krajowej | [ 81 ]               |
| 12 lipca    | Warszawa                                                                                            | Dom Spotkań z Historią przy ul. Karowej 20, prezentacja filmu Tadeusza Arciucha i Macieja Wojciechowskiego „Było sobie miasteczko” | [ 82 ]               |
| 12 lipca    | Warszawa                                                                                            | Otwarcie XXXIV Zjazdu Okręgu Wołyńskiego ŚZŻ AK, Akademia Obrony Narodowej w Rembertowie | [ 83 ]               |
| 13 lipca    | Warszawa                                                                                            | Dom Spotkań z Historią przy ul. Karowej 20, prezentacja filmu Sergija Iuszina „Syndrom pamięci” | [ 84 ]               |
| 14 lipca    | Sępólno Krajeńskie                                                                                  | Msza św. za pomordowanych przez UPA; | [ 62 ]               |
| 14 lipca    | Dzierżoniów                                                                                         | Uroczystości rocznicowe. Msza z kazaniem Tadeusza Isakowicz-Zaleskiego w kościele Matki Bożej na os. Różane, przemarsz na Rondo Kresowian, gdzie został poświęcony pomnik ku czci pomordowanych przez UPA | [ 62 ]               |
| 14 lipca    | Chełm                                                                                               | Uroczystości rocznicowe pod pomnikiem Wołyńskim na Skwerze 27 Wołyńskiej Dywizji AK przy ul. Marsz. J. Piłsudskiego, msza polowa pod przewodnictwem Artura Mizińskiego z Lublina oraz Apel Poległych i okolicznościowe przemówienia | [ 62 ]               |
| 15 lipca    | Lublin                                                                                              | Katolicki Uniwersytet Lubelski Jana Pawła II, Międzynarodowa Konferencja Naukowa „Nie zabijaj. Kościół wobec ludobójstwa”. Organizatorzy: Centrum Badań Wschodnioeuropejskich „Ucrainicum” KUL, Instytut Pamięci Narodowej – Oddział w Lublinie i Region Środkowo-wschodni NSZZ „Solidarność”. Patronat honorowy nad konferencją objął metropolita lwowski Mieczysław Mokrzycki wraz z Konferencją Episkopatu Ukrainy. | [ 85 ] [ 86 ]        |
| 16 lipca    | Lublin                                                                                              | Katolicki Uniwersytet Lubelski Jana Pawła II, Międzynarodowa Konferencja Naukowa „Nie zabijaj. Kościół wobec ludobójstwa”. Organizatorzy: Centrum Badań Wschodnioeuropejskich „Ucrainicum” KUL, Instytut Pamięci Narodowej – Oddział w Lublinie i Region Środkowo-wschodni NSZZ „Solidarność”. Patronat honorowy nad konferencją objął metropolita lwowski Mieczysław Mokrzycki wraz z Konferencją Episkopatu Ukrainy. | [ 85 ] [ 86 ]        |
| 17 lipca    | Warszawa                                                                                            | Dom Spotkań z Historią przy ul. Karowej 20, prezentacja Tomasza Kuby Kozłowskiego „Opowieści z Kresów – Pamięć ofiar, pamięć sprawców. W 70 rocznicę krwawej niedzieli na Wołyniu” | [ 87 ]               |

## Obchody na Ukrainie
Prezydent Bronisław Komorowski odwiedził 14 lipca Łuck. Podczas mszy żałobnej w łacińskiej archikatedrze zwrócił się z apelem o pojednanie polsko-ukraińskie.
Podczas wizyty prezydent został zaatakowany jajkiem przez młodego Ukraińca Iwana S.

## Modlitwa papieża Franciszka
14 lipca w czasie modlitwy Anioł Pański z wiernymi w Castel Gandolfo papież Franciszek wspomniał o obchodach 70. rocznicy masakry wołyńskiej tekst włoski: 70° anniversario delle stragi di Volinia, tekst angielski: 70th anniversary of the Volhynia massacres, tekst hiszpański: septuagésimo aniversário dos massacres de Volínia.

Łączę się w modlitwie z biskupami i wiernymi Kościoła na Ukrainie, zgromadzonymi w katedrze w Łucku na mszy żałobnej z okazji 70. rocznicy masakry na Wołyniu. Akty te wywołane ideologią nacjonalistyczną w czasie II wojny światowej, spowodowały dziesiątki tysięcy ofiar śmiertelnych i zadały ranę braterstwu dwóch narodów, polskiego i ukraińskiego. Wraz z pasterzami Kościoła na Ukrainie i w Polsce powierzam Bożemu miłosierdziu dusze tych ofiar, a dla obydwóch narodów proszę o łaskę głębokiego pojednania i pokojowej przyszłości w nadziei i szczerej współpracy na rzecz wspólnego budowania jednego Królestwa Bożego.

## Oddźwięk w mediach
11 lipca, oraz w dni poprzedzające główne obchody, dzienniki telewizyjne Teleexpress (TVP1), Wiadomości (TVP1), Panorama (TVP2), Fakty (TVN), Wydarzenia (Polsat), Informacje dnia (TV Trwam) wspomniały o zbrodni wołyńskiej i obchodach.
28 maja w programie Rozmowa dnia TVP Info gościem Jana Ordyńskiego był prof. Władysław Stępniak Naczelny Dyrektor Archiwów Państwowych. Tematem rozmowy były obchody 70. rocznicy rzezi wołyńskiej.
26 czerwca TVP1 i TVP Polonia wyemitowały wywiad z abpem Światosławem, arcybiskupem większym kijowsko-halickim Ukraińskiego Kościoła Greckokatolickiego.
10 lipca w TVP1 wyemitowano specjalne wydanie programu Na pierwszym planie. Gośćmi Piotra Kraśki byli m.in.: byli prezydenci Aleksander Kwaśniewski i Łeonid Krawczuk oraz prof. Timothy Snyder. Powtórkę programu wyemitowała TVP Polonia 12 lipca.
Różne anteny TVP wyemitowały szereg tematycznych filmów dokumentalnych i reportaży:
- film dokumentalny Tadeusza Arciucha i Macieja Wojciechowskiego „Było sobie miasteczko” – opowieść o Kisielinie i wydarzeniach z 11 lipca 1943 r. TVP1 10 lipca i TVP Historia, 11 lipca.
- Notacje – ks. bp. Jan Bagiński. Dramat na Wołyniu, TVP Historia, 11 lipca.
- „Zapomniane zbrodnie na Wołyniu”, TVP Historia, 11 lipca.
- Bez komentarza – Rocznica zbrodni wołyńskiej 1943–2003 – trzyodcinkowa relacja z uroczystości obchodów 60 rocznicy zbrodni wołyńskiej na cmentarzu katolickim i prawosławnym w Paliwce na Ukrainie, TVP Historia, 11 lipca.
- „Polscy osadnicy z Wołynia we wsi Grabin”, reporterska opowieść o wołyńskich rodzinach, które choć przeżyły czas mordów po wojnie zostały przesiedlone do Grabina, TVP Historia, 11 lipca.
- Cafe Historia: Rzeź Wołyńska, dyskusja prowadzona przez Michała Wójcika z udziałem Mirosława Czecha i Marcina Wojciechowskiego, TVP Historia, 11 lipca.
- Spór o historię – Ludobójstwo na Wołyniu, TVP Historia, 11 lipca, powtórka 12 lipca.
- reportaż „Czas życia, czas zagłady” opowiadający historię Podkamienia zwanego niegdyś Częstochową Wschodu, TVP Historia, 11 lipca.
- Było, nie minęło – kronika zwiadowców historii, TVP Historia, 11 lipca.
- Koncert Kres Kresów reż. Paweł Woldan, muzyka Krzesimir Dębski, TVP Historia, 11 lipca.
- Kulisy PRL – Zakazana tragedia, TVP Historia, 11 lipca.
- film dokumentalny Agnieszki Arnold „Oczyszczenie”, TVP Info, 11 lipca.
- „Dwa oblicza Wołynia”, TVP Historia, 11 lipca.
- „Podole w ogniu”, TVP Historia, 11 lipca.
- Notacje – o. Hieronim Warachim. „Czerwone noce na Wołyniu”, TVP Historia, 11 lipca.

11 lipca na kanale TVP Info przez cały dzień transmitowano obchody z Polski i z Ukrainy: uroczystości państwowe z udziałem Prezydenta RP; msza polowa w symbolicznym miejscu spalonego kościoła w Porycku na Wołyniu, obsługa reporterska „obywatelskich” obchodów.
13 lipca TVP Info relacjonowano z uroczystości ekumenicznych z udziałem polskich władz państwowych w Hucie Stepańskiej na Wołyniu.
14 lipca w TVP1 oraz TVP Polonia przeprowadzono bezpośrednią transmisję mszy z katedry pw. św. Apostołów Piotra i Pawła w Łucku. Dalsza część transmisji ze złożenia kwiatów i hołdu Prezydenta RP dla ofiar Rzezi przekazana była w TVP Info.
20 lipca kanały informacyjne Polsat News i Republika TV transmitowały rekonstrukcję historyczną w Radymnie „Wołyń 1943 – nie o zemstę, lecz o pomięć wołają ofiary”. Komentatorami wieczornego serwisu informacyjnego Polsat News poświęconego rekonstrukcji byli Piotr Stanisław Tyma, prezes Związku Ukraińców w Polsce, Jan Piekło, dyrektor Fundacji Współpracy Polsko-Ukraińskiej oraz Jarosław Prystasz, redaktor naczelny „Naszego słowa”.
24 lipca w Telewizji Trwam i w Radiu Maryja poświęcono wieczorny program „Rozmowy niedokończone”. Gośćmi audycji telewizyjnej i radiowej Wołyń 1943 – historia i pamięć byli: Ewa Siemaszko – badacz zbrodni wołyńskiej, Małgorzata Gośniowska-Kola – Stowarzyszenie Huta Pieniacka, Jan Michalewski – świadek ludobójstwa urodzony w Hucisku Brodzkim.
29 października TVP2 w cyklu Świat bez fikcji wyemitowała film dokumentalny „Wybaczyć wszelkie zło” w reż. Grzegorza Linkowskiego. Film przedstawia sylwetkę dwóch młodych historyków Polaka dra Mariusza Zajączkowskiego i Ukraińca dra Romana Kabaczija. Analizują oni nieznane fakty, dotyczące rozmów i porozumień pomiędzy AK i UPA z maja 1945 roku.

## Literatura
- Pojednanie przez trudną pamięć. Wołyń 1943, red. Aleksandra Zińczuk, Lublin 2012, ISBN 978-83-922720-5-2.
- Marcin Herrman: Trudna pamięć: Wołyń 1943. Komunikat Badań Centrum Badania Opinii Publicznej, lipiec 2013. [dostęp 2013-09-13]. (pol.).